# 지구물리학
지구물리학(영어: geophysics)은 물리학을 이용해 지구를 연구하는 학문 분야이다. 지구물리학은 대기 물리학, 기상학, 해양학, 지진학, 화산학, 지구 전자기학, 지구 중력학 등으로 구분할 수 있다. 지질학과 중복되는 부분이 많기 때문에 쉽게 구별하기는 어렵다. 넓은 의미에서는 우주과학도 포함되지만, 우주 일반이나 태양계 외의 천체에 관한 학문은 천체물리학의 범주로 분류하는 경우가 많다.
보통 지질학과(또는 지구과학과)의 커리큘럼 중 하나의 과목으로 편성되어 있으나, 미국에는 독립된 학부로서 지구물리학부(Department of Geophysics)가 있는 대학도 있다.

## 물리적인 현상들
지구물리학은 여러 학문 분야가 연관된 학문이며 지구물리학자들은 지구과학의 모든 분야에 기여한다. 지구물리학이 어느 것에 기여하는지 더 명확한 아이디어를 얻기 위해 물리학에서 연구되는 현상과 그것들이 어떻게 지구환경과 연관이 되는지 알아보면 다음과 같다.

### 중력

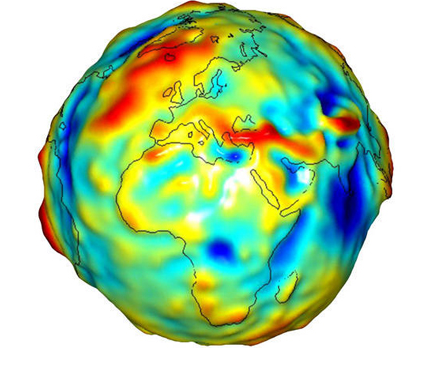
지구의 평균중력과 측정중력치의 편차를 이용해 구한 지구의 중력이상도.

반일주조의 경우 달과 태양의 중력은 매 태음일 마다 각각 두 번의 썰물과 밀물을 일으킨다. 그러므로 썰물과 밀물의 시간 간격은 12시간 25분이 된다.
중력은 암석에 힘을 가하여 깊이에 따라 암석의 밀도를 증감시킨다. 지표면에서의 중력가속도와 중력퍼텐셜의 측정은 광상탐사(mineral exploration)에 도움을 줄 수 있다(중력 이상 참고). 또한 지표면 중력장에 대한 정보는 구조지질학의 역학관계에 대한 단서를 제공한다. 지오이드라고도 불리는 지오퍼텐셜(geopotential)은 측지학에서 중요히 여겨지는 지구모형의 하나의 정의가 된다.

### 열류량

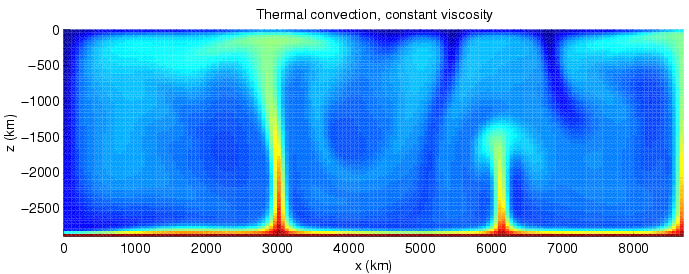
맨틀 열대류 모델. 얇은 붉은색 기둥은 맨틀플룸이다.

지구는 식어가고 있고 그 결과로 지구 맨틀에서 열대류가 발생한다. 그 열대류로 지오다이너모에 의한 지구 자기장과 맨틀 대류에 의한 판구조운동이 야기된다. 지열의 주된 원천은 초기 지구에서부터 간직되어온 열과 방사능이다.(극히 드물긴 하지만 상전이에 의한 열도 일부 포함된다.) 열은 맨틀 열대류에 의해 코어-맨틀 경계에서 암석권의 표면까지 전달된다.

## 같이 보기
- 국제측지지구물리연맹
- 물리학
- 측지학